# Тор (фортеця)
Тор (фортеця) — фортеця, що існувала на території сучасного міста Слов'янська з 1645 до 1783 року.

## Історія

### Заснування острогу
У XVI столітті на території сучасного Слов'янська почали селитися селяни-втікачі, що займалися солеварінням. У 1627 році кримські татари зруйнували солеварні, а людей забрали в полон. Щоб захистити свою територію, що біля солоних озер в 1645 році, поблизу місця що було переправою кримських татар через річку Тор, було створено «Маяцький острог» — дерев’яне укріплення із козацьким загоном в двадцять осіб. Саме ця дата вважається роком заснування Слов'янська.

### Розвиток солевидобування
У 1664 році під прикриттям укріплень на Торських озерах був побудований перший солеварний завод — почалося стабільне виробництво казенної солі. Тут були побудовані варниці, комори, з'явилося житло для робітників, курені і землянки. Населення поступово поповнювалося переселенцями, в основному, з території України, що в цей час була втягнута в зовнішні і внутрішні конфлікти, перебуваючи на піку періоду «руїни». 
Нечисленне з’єднання було не спроможне захистити солеварів, яких інколи бувало на виварці солі приблизно від 5 до 10 тисяч осіб.  У 1676 році поблизу торських (Вейсове, Сліпне, Ропне, Майданне) озер було засновано місто Тор (Солоний), а з ним – та фортецю, яка мала вигляд квадрату. Стіни в чотири метра, гарнізон із двохсот козаків захищали солеварів. Жителі міста займалися солеварінням, риболовлею, полюванням і торгівлею.

Місто Тор. Малюнок 1679 року

### Татарські набіги
Фортеця Тор виходила за межі так званого Білгородського каскаду захисних від набігів фортець, що був побудований у часи Михайла Федоровича, тому фортеця зазнавала нападів. Кримські татари із року в рік нападали на укріплення. Палили й руйнували солеварні, а інколи і саму фортецю, як наприклад в 1697 році: „...прийшли під Тор Мурза паша Кафинський з ордами і яничарами і Торський посад і фортецю зруйнували. І солеварні, курені і заводи спалили дощенту...”.

### Ліквідація фортеці
У 1782 солеваріння стало збитковим через дешевшу кримську сіль. 21 грудня 1782 видано наказ азовського начальства про припинення тут виварювання солі і вирубування лісів (для її виварювання). Містяни здебільшого почали займатися сільським господарством, бджільництвом та рибальством, торгівлею, шкіряними, шевськими, ткацькимита ковальськими ремеслами.
Відповідно до наказу від 30 березня 1783 року фортеця Тор була виключена з «Відомості артилерії та фортифікації Російської імперії».